# Сухий Тясьмин (верхній)
Сухий Тясмин (верхній) — річка в Україні, у Олександрівському районі Кіровоградської області. Права притока Тясмину (басейн Дніпра).

## Опис
Довжина річки приблизно 8 км. Пригирлова частина річки протікає болотистою місциною.

## Розташування
Бере початок у селі Красносілля. Тече переважно на південний захід і на південно-східній стороні від Омельгорода впадає у річку Тясьмин, праву притоку Дніпра.